# Iglu

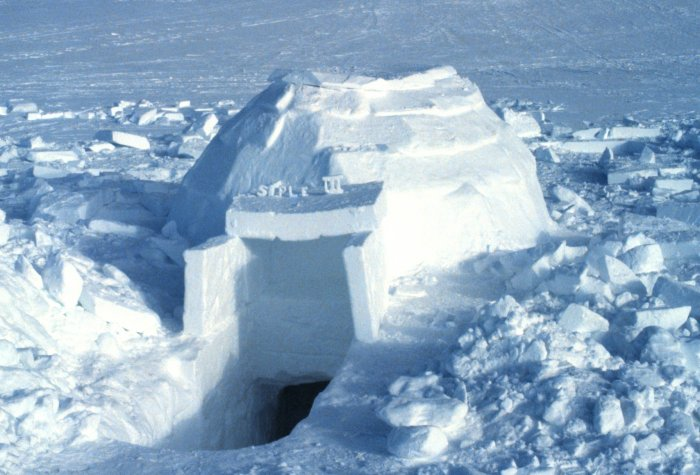
Egy félig kész iglu

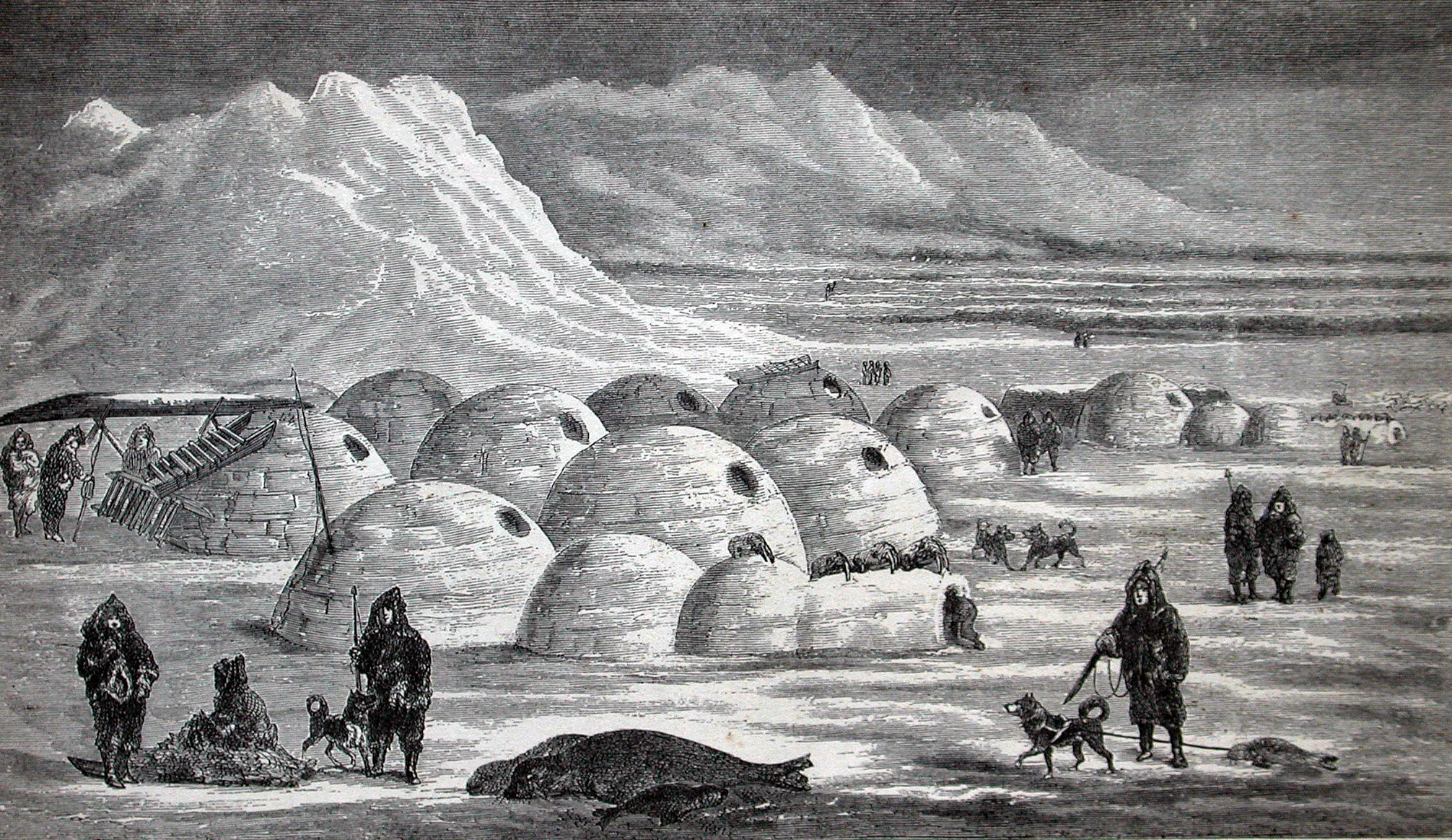
Frobisher-öböl, Charles Francis Hall illusztrációja (1865)

Az iglu vagy hókunyhó egy hagyományosan eszkimók által hóból épített menedék. Az iglu az eszkimó megfelelője a ház vagy otthon szónak, ami nem korlátozódik kizárólag hóból épített házra, használják azt akár egy sátorra vagy egy modern épületre.
Habár az iglut általában az eszkimókkal hozzák összefüggésbe, azt csak a Kanada középső tájain és Grönland Thule területén élők építették inkább. A többi eszkimó a havat csak mint hőszigetelőt használta bálnacsontból készített otthonaikhoz. A hó azért hőszigetelő, mert kristályai levegőt ejtenek csapdába. Amíg a kinti hőmérséklet akár -45 °C-ig is süllyedhet, addig a benti elérheti a 16 °C-t csupán a test melegétől fűtve.

## Hagyományos típusok
Három különböző méretű iglut készítenek, mindet más célra.
- A legkisebbet egy-két éjszaka idejére építették akár a tenger jegére vadászatok alkalmából.
- A következő méretű iglut már két család is lakhatja. Ezt hosszabb távra építik és kisebb településeket alkothatnak.
- A legnagyobb iglukat akár 20 eszkimó is lakhatja. Szokásosan párban építik őket, az egyik egy átmeneti iglu ünnepi alkalmakra, a másikat pedig lakásnak. Ez utóbbiak ötszobásak is lehetnek. Másik módja a hatalmas igluk építésének a kisebb igluk összekötése hócsatornákkal, amelyek egy nagy iglut alkotnak. A legnagyobb igluk szolgáltak helyül a közösségi összejöveteleknek, ünnepeknek.

## Egyéb érdekesség
Az iglu feltűnik Nunavut címerében.